# Myrmothera campanisona
El tororoí campanero (en Colombia y Perú) (Myrmothera campanisona), también denominado tororoi campanera (en Ecuador), hormiguero campanero (en Venezuela) o chululú campanero, es una especie de ave paseriforme de la familia Grallariidae perteneciente al género Myrmothera, anteriormente incluida en Formicariidae. Es nativo de la cuenca del Amazonas y del escudo guayanés en América del Sur.

## Distribución y hábitat
Se distribuye desde el sur de Colombia y Venezuela, hacia el este por Guyana, Guayana francesa, Surinam y noroeste de la Amazonia brasileña, por el este tropical de Ecuador y Perú, hasta el noroeste de Bolivia y Amazonia brasileña, al norte del río Amazonas y en el extremo occidental.
Esta especie es considerada bastante común en su hábitat natural: los densos enmarañados del nivel inferior de selvas húmedas, tanto en terra firme, como en las áreas inundables, por debajo de los 1200 m de altitud, preferentemente entre los 200 y 700 m s. n. m.

## Descripción
Mide 15 cm de longitud. El plumaje de las partes superiores es pardo oscuro; presenta una zona implume blancuzca o cremosa alrededor del ojo; la garganta es blancuzca; el pecho finamente estriado oscuro y blancuzco y el vientre más blanco, los flancos más grisáceos.

## Comportamiento

### Alimentación
Se alimenta de insectos, principalmente coleópteros, hormigas y saltamontes y de otros artrópodos, como milpiés.

### Reproducción
Construye un nido es forma de taza superficial, con pequeñas ramas, raicillas o hifas, colocadas en una plataforma de ramas u hojas secas, situado a menos 15 cm del suelo sobre helechos, palmas o grupos grandes de herbáceas del sotobosque. La hembra pone dos huevos color azul turquesa con manchas color marrón.

### Vocalización
Su canto consiste en una serie de tres a siete silbidos huecos, que suben en volumen al inicio y luego se nivelan: «cou-COU-cou-cou…», terminando abruptamente.

## Sistemática

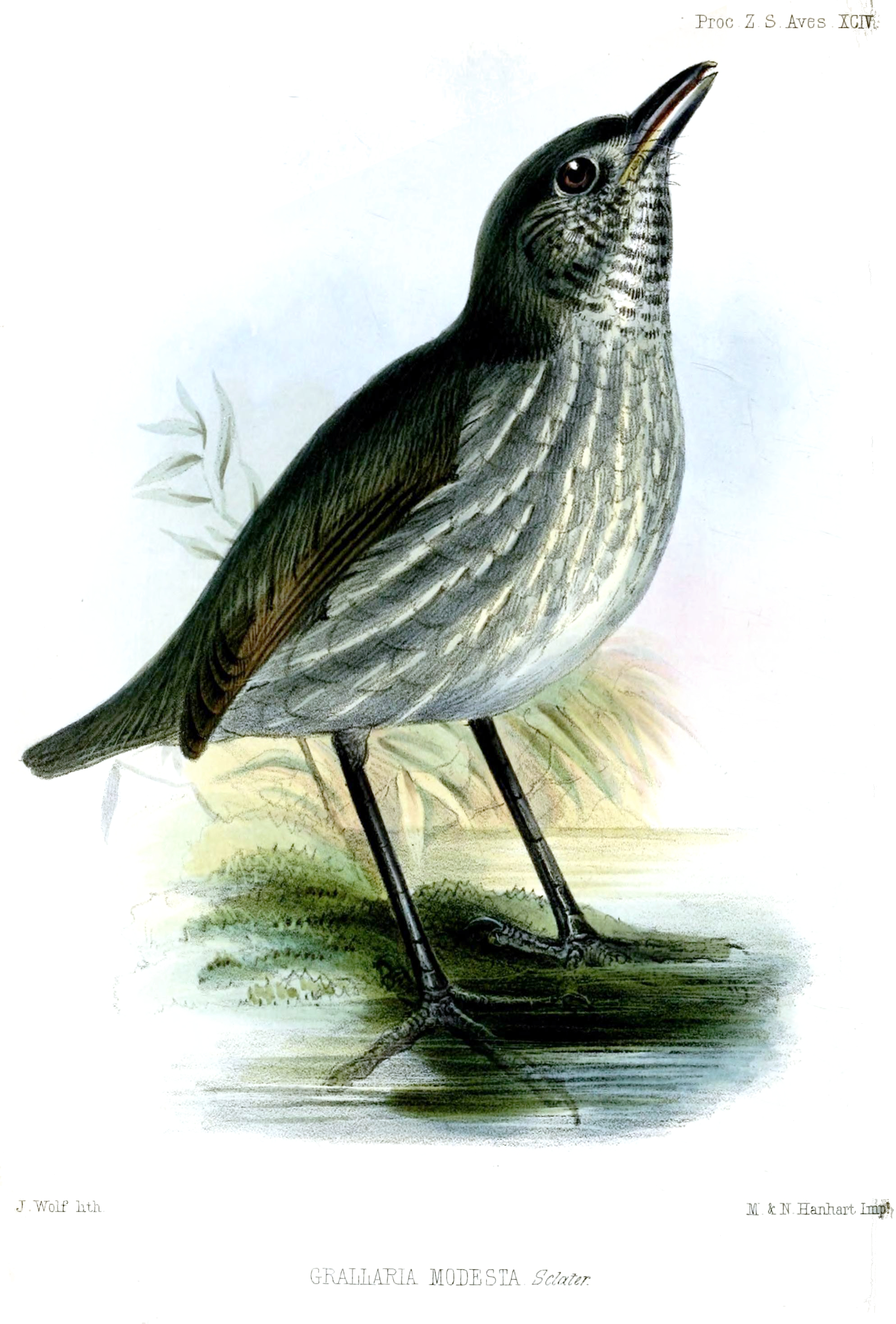
Grllaria modesta = Myrmothera campanisona modesta, ilustración de Wolf para Proceedings of the Zoological Society of London, 1855.

### Descripción original
La especie M. campanisona fue descrita por primera vez por el naturalista francés Johann Hermann en 1783 bajo el nombre científico Myrmornim campanisonam; la localidad tipo es «Cayena».

### Etimología
El nombre genérico femenino «Myrmothera» se compone de las palabras del griego «murmos» que significa ‘hormiga’, y «thēras» que significa ‘cazador’; y el nombre de la especie, «campanisona» se compone de las palabras del latín «campana» que significa ‘campana’, y «sonus» que significa ‘sonido’.

### Taxonomía
Las diferencias de plumaje entre las otras subespecies están muy pobremente definidas, se precisan más estudios. Hasta recientemente (2018), la especie Myrmothera subcanescens era considerada conespecífica con la presente. Autores ya sugerían que posiblemente se tratase de una especie separada debido a la vocalización diferente de las otras subespecies. Carneiro et al. (2018) condujeron un análisis filogenético de los tororoíes de tierras bajas (Hylopezus y Myrmothera), donde se obtuvieron una cantidad interesante de resultados afectando la nomenclatura de estos dos géneros. Entre ellos, se demostró la parafilia del complejo Myrmothera campanisona y se justificó la separación de la entonces subespecie M. campanisona subcanescens. La separación fue aprobada por el Comité de Clasificación de Sudamérica (SACC) en la Propuesta N.º 785.

### Subespecies
Según las clasificaciones del Congreso Ornitológico Internacional (IOC) y Clements Checklist/eBird se reconocen cinco subespecies, con su correspondiente distribución geográfica:
- Myrmothera campanisona modesta (P.L. Sclater, 1855) – base de los Andes orientales de Colombia (hacia el sur desde Meta).
- Myrmothera campanisona dissors J.T. Zimmer, 1934 – este de Colombia en Guainía y Vaupés, adyacente sur de Venezuela (centro y sur de Amazonas) y noroeste de Brasil (desde el río Negro hasta el río Solimões, aparentemente también al sur del río Amazonas en la margen izquierda del río Madeira.
- Myrmothera campanisona campanisona (Hermann, 1783) – sureste de Venezuela, las Guayanas, y Brasil al norte del Amazonas (hacia el oeste al menos desde el río Atabaní, probablemente desde el río Negro.).
- Myrmothera campanisona signata J.T. Zimmer, 1934 – este de Ecuador y noreste de Perú al norte del río Amazonas.
- Myrmothera campanisona minor (Taczanowski, 1882) – este de Perú (sur del río Amazonas), adyacente oeste de Brasil (al este hasta el río Purús) y extremo noroeste de Bolivia.